# Фигули, Маргита
Маргита Фигули (словац. Margita Figuli; 2 октября 1909, Вишни-Кубин, Австро-Венгрия — 27 марта 1995, Братислава, Словакия) — словацкая писательница и поэтесса. Народный артист ЧССР (1974).

## Биография
Маргита Фигули родилась в Австро-Венгерской империи в деревне Вишни-Кубин (ныне — на территории Жилинского края в Словакии). В 1924 году окончила гимназию в Дольном Кубине. В 1928 году Маргита Фигули окончила Торговую академию в Банска-Бистрице и стала работать секретарём в братиславском Татра-банке.
Во время работы в банке посещала занятия музыкой по классу фортепиано в консерватории. Также начала заниматься писательской деятельностью, публиковала первые стихотворения.
Первые новеллы Маргиты Фигули были опубликованы в «Календаре» Татра-банка, в журналах «Словенске погляды», «Живена», «Элан». В 1941 году Маргита Фигули опубликовала антивоенный рассказ «Стальная птица», за который была уволена из банка. С этого момента она всецело занялась литературной деятельностью.
Романы «Вавилон» и «Тройка гнедых» были переведены на десятки языков мира, в том числе и на русский язык.
Маргита Фигули скончалась в Братиславе, похоронена на кладбище в «Славичье удоли» («Соловьиная долина»).

## Произведения
- Вавилон (1943; изд. 1946)
- Тройка гнедых (1940; переработан по требованию цензуры в 1958)
- Зузана
- Нить Ариадны (1964)
- Вихрь в нас (1974)